# Vanessa Estelle Williams
Vanessa Estelle Williams (Nova Iorque, 12 de maio de 1963) é uma atriz americana. Ela é mais conhecida por interpretar Rhonda Blair em Melrose Place, Maxine Chadway em Soul Food e
Dra. Valerie Grant em Days of our Lives.

## Filmografia

### Cinema
| Ano  | Título                                 | Papel                 | Notas          |
| ---- | -------------------------------------- | --------------------- | -------------- |
| 1991 | New Jack City                          | Keisha                |                |
| 1992 | Candyman                               | Anne-Marie McCoy      |                |
| 1994 | Drop Squad                             | Mali                  |                |
| 1996 | Mother                                 | Donna                 |                |
| 2000 | Punks                                  | Jennifer              |                |
| 2002 | Like Mike                              | Farmacêutica          |                |
| 2002 | Baby of the Family                     | Gloria                |                |
| 2003 | Black Listed                           | J.W.                  |                |
| 2003 | Allergic to Nuts                       | Jennie                | Curta-metragem |
| 2005 | Gift for the Living                    | Locução               | Curta-metragem |
| 2007 | Drawing Angel                          | Thulani               | Curta-metragem |
| 2008 | Hummingbird                            | Donya                 | Curta-metragem |
| 2009 | Imagine That                           | Lori Strother         |                |
| 2009 | Contradictions of the Heart            | Lea                   |                |
| 2010 | 5150                                   | Tj                    | Curta-metragem |
| 2011 | A Mother's Love                        | Rochelle Richardson   |                |
| 2012 | Something Like a Butterfly             | Vonda                 | Curta-metragem |
| 2013 | The Get Away                           | Lisa                  | Curta-metragem |
| 2013 | And Then...                            | Baybee                | Curta-metragem |
| 2014 | The Last Piece                         | Voz do telefone       | Curta-metragem |
| 2014 | Crossed the Line                       | Juice                 |                |
| 2016 | Diva Diaries                           | Alex                  |                |
| 2018 | Thriller                               | Sra. Walker           |                |
| 2019 | I Left My Girlfriend for Regina Jones  | Rebecca               |                |
| 2021 | Candyman                               | Anne-Marie McCoy      |                |
| 2021 | A Rich Christmas                       | Aggie Maggy / Madison |                |
| 2022 | Singleholic                            | Jackie Chisolm        |                |
| 2022 | Mid-Century                            | Beverly Gordon        |                |
| 2022 | Remember Me: The Mahalia Jackson Story | Lucille               |                |
| 2023 | The Couch: Black Girl Erupted          | Cassandra Cole        |                |
| 2025 | Angie's Cure                           | Carla                 |                |

### Televisão
| Ano       | Título                          | Papel                    | Notas                                    |
| --------- | ------------------------------- | ------------------------ | ---------------------------------------- |
| 1989-1991 | The Cosby Show                  | Jade / Cheryl            | 4 episódios                              |
| 1990      | Law & Order                     | Vera                     | Episódio: "Happily Ever After"           |
| 1992-1993 | Melrose Place                   | Rhonda Blair             | 32 episódios                             |
| 1995      | NYPD Blue                       | Kira                     | Episódio: "Don We Now Our Gay Apparel"   |
| 1995      | Living Single                   | Hellura                  | Episódio: "Another Saturday Night"       |
| 1995-1996 | Murder One                      | Lila                     | 23 episódios                             |
| 1996      | Buddies                         | Janice Rollins           | Episódio: "Marry Me... Sort Of"          |
| 1996      | Chicago Hope                    | Dra. Grace Carr          | 6 episódios                              |
| 1996      | Malcolm & Eddie                 | Stephanie                | Episódio: "Big Brother Is Watching"      |
| 1997      | Jungle Cubs                     | Trech                    | Episódio: "The Ape That Would Be King"   |
| 1997      | Between Brothers                | Rebecca                  | Episódio: "The Interview"                |
| 1997      | A Woman of Color                | Thandi Kota              | Telefilme                                |
| 1998      | The Pretender                   | Denise Clements          | Episódio: "Collateral Damage"            |
| 1998      | The Steve Harvey Show           | Nina                     | Episódio: "Rent"                         |
| 1999      | Total Recall 2070               | Dra. Violet Whims        | Episódio: "Self-Inflicted"               |
| 1999      | Incognito                       | Wilhelmina Hunter        | Telefilme                                |
| 2000-2004 | Soul Food                       | Maxine Chadway           | 74 episódios                             |
| 2000      | Playing with Fire               | Riana Roberts            | Telefilme                                |
| 2001      | Heavy Gear: The Animated Series | Sonja Briggs             | 6 episódios                              |
| 2002      | Our America                     | Sandra Williams          | Telefilme                                |
| 2007      | Cold Case                       | Crystal Stacy            | Episódio: "Shuffle, Ball Change"         |
| 2007      | Ice Spiders                     | Dra. April Sommers       | Telefilme                                |
| 2008-2009 | Lincoln Heights                 | Naomi Bradshaw           | 2 episódios                              |
| 2008      | Flirting with Forty             | Kristine                 | Telefilme                                |
| 2009      | Knight Rider                    | Embaixadora Olara Kumali | 2 episódios                              |
| 2009      | Everybody Hates Chris           | Tallulah Lafitte         | Episódio: "Everybody Hates Bomb Threats" |
| 2012      | Sugar Mommas                    | Lynn                     | Telefilme                                |
| 2012      | Raising Izzie                   | Tonya Freeman            | Telefilme                                |
| 2015-2023 | The Flash                       | Francine West            | 6 episódios                              |
| 2015-2020 | The Bay                         | Cleo Harris              | 5 episódios                              |
| 2016      | The Secret She Kept             | Beverly                  | Telefilme                                |
| 2016–2022 | Days of our Lives               | Dra. Valerie Grant       | 108 episódios                            |
| 2017      | Major Crimes                    | Zora Sax                 | Episódio: "Intersection"                 |
| 2017-2018 | Famous in Love                  | Ida Turner               | 13 episódios                             |
| 2018      | 40 and Single                   | Bertha Brown             | 6 episódios                              |
| 2019      | One Fine Christmas              | Susan                    | Telefilme                                |
| 2020      | Two Degrees                     | Vanessa                  | Episódio: "Bonus Adults"                 |
| 2021      | A Luv Tale: The Series          | Candice                  | 6 episódios                              |
| 2021      | American Horror Stories         | Dra. Eleanor Berger      | Episódio: "BA'AL"                        |
| 2021-2023 | The L Word: Generation Q        | Pippa Pascal             | 7 episódios                              |
| 2021-2022 | 9-1-1                           | Claudette Collins        | 5 episódios                              |
| 2021      | A Christmas Family Reunion      | Eve Christmas            | Telefilme                                |
| 2023      | Cruel Encounters                | Corynne                  | Telefilme                                |

### Teatro
| Ano  | Título    | Papel           | Notas    |
| ---- | --------- | --------------- | -------- |
| 1988 | Sarafina! | Vanessa         | Broadway |
| 1991 | Mule Bone | Bootsie / Daisy | Broadway |